# شرلی بلینگر
شرلی بلینگر (انگلیسی: Shirley Bellinger) یک شخصیت خیالی در سریال تلویزیونی از محصول شبکه اچ‌بی‌او است. این شخصیت توسط کاترین اربه به تصویر کشیده شده است. شخصیت شرلی بلینگر از روی یک مادر قاتل به نام سوزان اسمیت که دو فرزند خودش را در سال ۱۹۹۴ در دریاچه غرق کرد و در مقابل دوربین تلویزیون ملی خود را بی‌اطلاع جلوه می‌داد و حتی عاجزانه درخواست کمک برای پیدا کرد فرزندانش می‌کرد الگوبرداری شده است.

## مشخصات شخصیت
شرلی بلینگر اولین و تنها زنی است که در اسوالد زندانی شده است. او به دلیل قتل دخترش به مجازات مرگ محکوم شده است. او ماشین خود را در حالی که دخترش در صندلی عقب آن نشسته بود به داخل دریاچه پرتاب کرد، سپس در حین غرق شدن ماشین خودش به بیرون شنا کرد و دخترش را رها کرد تا غرق شود. او قسم می‌خورد که این یک تصادف بوده است، اما با این وجود «باید اتفاق می‌افتاد». در حالی که او بیشتر سرش به کار خودش است و رفتاری خجالتی و جذاب دارد، نشانه‌هایی از بی‌ثباتی روانی را نشان می‌دهد. مدت کوتاهی پس از ورود، او در ازای رفتار مناسب خود را به زندانیان و نگهبانان عرضه و حتی گاهی تن‌فروشی می‌کند. او معتقد است که دارد اراده خداوند را انجام می‌دهد، و گفته است که او یک مسیحی معتقد است. بلینگر همراه با جیمز رابسون تنها زندانیان معمولی هستند که در شهر زمرد (مکانی برای بازپروری زندانیان) زندگی نمی‌کنند.
بلینگر دایان ویتلزی را می‌بیند که از جلوی سلولش عبور می‌کند. بلینگر از ویتلزی می‌خواهد که دوست او باشد، و ویتلزی از بلینگر می‌پرسد که چگونه می‌تواند پس از کاری که انجام داده (کشتن راس) با خودش زندگی کند. بلینگر پاسخ می‌دهد که او کاری را که باید انجام می‌داده را انجام دادهاست و می‌تواند آسوده بخوابد سپس به نشانه همدردی دستش را روی دست ویتلری می‌گذارد. او یک سری نامه‌های پورنوگرافی را با یک «تحسین مخفی» از داخل سلول خود رد و بدل می‌کند. بعداً وقتی متوجه می‌شود که شخص نامه‌نگار زندانی سیاهپوستی به نام سایمون ادبیسی است، بلینگر او را با توهین نژادی رد می‌کند زیرا او سیاه‌پوست است.
بلینگر متوجه می‌شود که از یک شریک ناشناس باردار شده است. بلینگر به روان‌شناس زندان می‌گوید که چرا دخترش را کشته است: او «گوی‌های آتش» را در اطراف دخترش می‌دید. بلینگر اصرار دارد که باید بمیرد اما روان‌شناس به فرماندار جیمز دولین توصیه می‌کند که بلینگر اعدام نشود و سپس دولین حکم اعدام بلینگر را بدون امکان آزادی مشروط به حبس ابد تبدیل می‌کند. بلینگر خشمگینانه به روان‌شناس می‌گوید که به او خیانت کرده و خواستار سقط جنین می‌شود، در غیر این صورت او خودش «این هیولای درونش» را خواهد کشت. روان‌شناس به بلینگر می‌گوید او به مؤسسه کانلی ویژه مجرمان مجنون فرستاده می‌شود و ۲۴ ساعته تحت مراقبت خواهد بود، بلینگر فریاد می‌زند که شیطان او را حامله کرده و او «مادر باکره» است. بلینگر پس از سقط جنین در شرایط مرموز دوباره به اوز بازگردانده شده و حکم اعدامش مجدداً فعال می‌شود. او درخواست اعدام از طریق چوبه دار می‌کند اما با این حال، هنگامی که او را به سمت چوبه دار می‌برند، غریزه بقا در او ظاهر می‌شود و او به شدت در برابر نگهبانانش مقاومت می‌کند و التماس می‌کند که به دار آویخته نشود. او در نهایت طبق برنامه اعدام می‌شود.